# Mauro Brasil
Mauro Alejandro Brasil Alcaire (Montevideo, Uruguay, 27 de abril de 1999) es un futbolista uruguayo que juega de defensa central en el Cerro Largo F. C.  de la Primera División de Uruguay.

## Trayectoria
Es producto de la academia juvenil de El Tanque Sisley, Brasil hizo su debut profesional el 18 de septiembre de 2017 en una derrota por 1-0 contra Boston River. Marcó su primer gol en el próximo partido jugado el 8 de octubre, en un empate 1-1 contra Montevideo Wanderers.
Para 2018 fue fichado por Peñarol y posteriormente lo cedió a Rampla Juniors, Cerro y Cerro Largo. Hizo su debut continental durante su período de préstamo en Rampla, en la victoria por 4-0 en la Copa Sudamericana contra el equipo peruano UT Cajamarca.

## Clubes
| Club                 | País          | Año           | Part.         | Goles | Asist. |   |
| -------------------- | ------------- | ------------- | ------------- | ----- | ------ | - |
| El Tanque            | Uruguay       | 2017          | 14            | 1     | 0      |   |
| Peñarol              | Uruguay       | 2018          | 0             | 0     | 0      |   |
| Rampla (cedido)      | Uruguay       | 2018          | 15            | 0     | 2      |   |
| Cerro (cedido)       | Uruguay       | 2019          | 19            | 1     | 1      |   |
| Cerro Largo (cedido) | Uruguay       | 2020          | 2             | 0     | 0      |   |
| Club Celaya          | México        | 2021-2022     | 31            | 3     | 3      |   |
| Cerro Largo (cedido) | Uruguay       | 2023          | 5             | 1     | 1      |   |
| Cobreloa             | Chile         | 2024          |               |       |        |   |
| Cerro Largo          | Uruguay       | 2025-presente |               |       |        |   |
|                      | Total carrera | Total carrera | Total carrera | 66    | 6      | 3 |